# Petrányi Győző (orvos, 1933)
Petrányi Győző (Szeged, 1933. április 23. –) Széchenyi-díjas magyar orvos, immunológus, egyetemi tanár, a Magyar Tudományos Akadémia rendes tagja.

## Élete
Petrányi Győző (1903–1969) gyermekgyógyász, egyetemi magántanár és Hekler Ilona (1909–1978) fiaként született. Anyai nagyapja Hekler Antal (1882–1940) művészettörténész, egyetemi tanár volt.
Tanult a Szegedi Tudományegyetem orvosi karán, majd 1958-ban a Semmelweis Orvostudományi Egyetemen (SOTE) szerzett orvosi diplomát (summa cum laude). Miskolcon, a Borsod Megyei Kórház belgyógyászatán kezdett dolgozni, majd a SOTE I. számú Sebészeti Klinikájára került, 1961-ben pedig a Rusznyák István által létrehozott MTA Orvosradiológiai Kutatócsoport tudományos munkatársa lett. 1964-ben radiológiából tett szakvizsgát.
1970-től volt az Országos Haematológiai és Vértranszfúziós Intézet munkatársa, előbb a transzplantációs immunológiai osztály vezetője, majd a főigazgató általános helyettese, végül 1990-től 2001-ig az intézet főigazgatója. Időközben két évet Stockholmban, Klein György mellett töltött, és hosszabb időn át Bostonban, a Harvard Egyetemen kutatott. Munkáját 1983-ban Állami Díjjal ismerték el. 
1991 és 1998 között a Haynal Imre Egészségtudományi Egyetem immunológiai tanszékvezető egyetemi tanára, 1993-tól pedig az egyetem tudományos rektorhelyettese, majd professor emeritus lett, és a Semmelweis Egyetem Kutatáskoordinációs és Nyilvántartó Központjának igazgatója volt. 
1979-től 1985-ig a Magyar Immunológiai Társaság főtitkára, majd 1992-ig elnöke volt, valamint kuratóriumi elnöke volt a Magyar Vesebetegekért Alapítványnak is.
1990-ben a Magyar Tudományos Akadémia levelező, 1998-ban rendes tagja lett. 2009-ben a magyarországi szervtranszplantáció immunológiai feltételeinek megteremtéséért, a habituális, visszatérő vetélések megszüntetése érdekében kidolgozott hatékony immunoterápiás eljárás bevezetéséért Széchenyi-díjat kapott.
1964-ben vette feleségül Jakab Emőkét, fiuk Petrányi Zsolt (1966–) művészettörténész, a Műcsarnok korábbi főigazgatója. Távoli rokona Klebelsberg Kuno művelődéspolitikus, kultuszminiszter.

## Díjai, elismerései
- Akadémiai Díj (1979)
- Állami Díj (1983)
- Szent-Györgyi Albert-díj (1996)
- Markusovszky-díj (1998)
- Miniszteri díszoklevél (2003)
- Batthyány-Strattmann László-díj (2003)
- Széchenyi-díj (2009)
- A Magyar Érdemrend középkeresztje (2013)